# Городцов, Василий Алексеевич
Васи́лий Алексе́евич Городцо́в (23 марта 1860 — 2 февраля 1945) — русский и советский археолог, профессор МГУ.

## Биография
Родился 11 (23) марта 1860 года в селе Дубровичи Рязанского уезда Рязанской губернии на Оке, (ныне — Рязанский район Рязанской области).
С 1880 по 1906 год состоял на военной службе и одновременно сотрудничал в научных обществах и организациях: Рязанской учёной архивной комиссии (1889—1892), Ярославской учёной архивной комиссии (1898—1899), Историческом музее в Москве (с 1903). В 1897 году обнаружил в Рязанской области и опубликовал нерасшифрованную алекановскую надпись, датированную X—XI веками.
Выйдя в отставку в чине подполковника, устроился на постоянную работу в Исторический музей, где и работал до 1929 года. С его деятельностью связано расширение и коренная реэкспозиция археологических залов музея, издание путеводителей по музею (1921—1923). В 1907—1914 годах преподавал археологию в Московском археологическом институте, в 1915—1918 годах — в Народном университете имени Шанявского. С 1918 года — профессор Московского университета, позднее также профессор ИФЛИ им. Чернышевского; в обоих вузах возглавлял кафедры археологии. Одновременно был активным сотрудником Института истории материальной культуры Академии наук СССР. Оставил множество учеников.
В 1920-е годы произошёл крупный конфликт между В. А. Городцовым и австрийским археологом Геро фон Мергартом, которого Городцов обвинил (как выяснилось, необоснованно) в фальсификации памятников палеолита.
Возглавлял археологическую секцию РАНИОН с момента её организации. Несколько лет руководил Археологическим отделом Главнауки Наркомпроса РСФСР. Состоял почётным и действительным членом многих советских и зарубежных научных обществ и учреждений. С 1941 года — профессор исторического факультета МГУ.
Скончался 2 февраля 1945 года. Похоронен в Москве на Новодевичьем кладбище.

## Награды
- Заслуженный деятель науки РСФСР (14 января 1943)
- Орден Ленина (5 ноября 1944) — за выдающиеся заслуги в деле подготовки специалистов для народного хозяйства и культурного строительства

## Научная деятельность
Первым его научным мероприятием было изучение в 1888 году окских дюнных неолитических стоянок.
Многочисленные раскопки Городцова, проводившиеся на значительной территории страны, дали богатый археологический материал, особенно по эпохе бронзы. Открыл серию её культур, установил их периодизацию. Выделил три стадии археологической истории юга СССР: ямная, катакомбная, срубная. Впервые выделил фатьяновскую, волосовскую и другие культуры лесной полосы. Подвёл археологическую базу под киммерийцев. Обогатил археологию скифов-пахарей (исследования Бельского городища). Внёс значительный вклад в исследование дьяковской и городецкой культур (раскопки Каширского городища, Подболотьевского могильника близ Мурома и др.).
Открыл и исследовал землянки палеолитического человека (Тимоновская стоянка, 1928), оказавшиеся в действительности следами древней мерзлоты. Впервые произвёл масштабные раскопки Старой Рязани. Изучал экономические основы древней жизни. На основании сходства образов дакийского и русского прикладного искусства выдвинул гипотезу о славянских корнях даков и восприятии русскими культа Великой богини «ранее нашей эры», позднее раскритикованную А. В. Арциховским.
Сочетал археологическую работу с изысканиями в области геологии. Провёл наблюдения четвертичных отложений, в особенности Окских дюн и террас. Занимался исследованием верхнеюрских образований в окрестностях Ярославля, роста и убыли чернозёма в степях. Написал более десятка статей по геологическим вопросам, в том числе «К вопросу об установлении натурального масштаба времени по аллювиальным отложениям в долинах рек Окской системы».
Создал методику полевых исследований археологических памятников, научную классификацию древностей СССР, разработал теорию типологического и сравнительного методов в археологии.
Ввёл в активный оборот термин «палеометалл».

## Оценки деятельности
Антрополог и палеоэтнолог Б. С. Жуков критиковал работу Городцова «Каменный период» за неточности в терминологии, схематизм и устарелость.
По мнению Л. А. Ельницкого, в советское время Городцов «значительно поотстал от зарубежного материала, необычайно умножившегося на протяжении первых трех десятилетий XX в. Опираясь преимущественно на отечественную археологическую литературу, он мог в своих построениях довольно легко обходиться без доступных ему с большим трудом западных данных, учитывавших огромное количество новых находок и новых стратиграфических наблюдений, недосягаемых для него из-за слабого знакомства с новой иностранной литературой (как он с сожалением признавался своим ученикам — раньше, мол, знал, а теперь подзабыл иностранные языки)». Исследование культурных слоёв при помощи узких траншей, а не широкими площадями, было методической слабостью Городцова. Как писал А. А. Формозов, «в развитии методики раскопок Городцов как бы остановился на полпути».

## Труды
Автор более двухсот научных работ. В том числе:
- Результаты археологических исследований в Белёвском и Рязанском уездах в 1897 году. — М., 1898.
- Результаты археологических исследований 1898 года, произведенных на берегах реки Оки, в пределах Рязанской губернии. — М., 1899.
- Русская доисторическая керамика // Труды XI Археологического съезда в Киеве. — Т. I. — М., 1901. — C. 576—672.
- Результаты археологических исследований в Изюмском уезде Харьковской губернии // Труды XII Археологического съезда в Харькове. — Т. I. — М., 1905. — С. 174—225.
- Материалы для археологической карты долины р. Оки. — М., 1905.
- Результаты археологических исследований в Бахмутском уезде Екатеринославской губернии // Труды XIII Археологического съезда в Екатеринославе. — Т. I. — М., 1907. — С. 211—285.
- Первобытная археология. — М., 1908.
- Бытовая археология. — М., 1910.
- Дневник археологических исследований в Зеньковском уезде Полтавской губернии в 1906 году. Результаты археологических исследований на месте развалин г. Маджар в 1907 г. — М., 1911.
- Руководство для археологических раскопок. — М., 1914.
- Культуры бронзовой эпохи в Средней России // Отчёт Императорского Российского исторического музея в Москве за 1914 г. — М., 1915. — С. 59—104.
- К выяснению древнейших технических приёмов гончарного дела // Казанский музейный вестник. — 1922. — № 2. — С. 178—187.
- Археология. Т. 1. Каменный период. — М.—Петроград, 1923.
- Археологическая классификация. — М., 1925.
- Дубровический финский могильник // К материалам по археологии Рязанского края. — Рязань, 1925. — С. 3—15.
- Древние рязанские монеты собрания Д. П. Иванова // Вестник рязанских краеведов. — 1925. — № 4 (8). — С. 14—16.
- Дако-сарматские религиозные элементы в русском народном творчестве // Труды Исторического музея. — Вып. I. — М., 1926. — С. 7—36.
- Болотное Огубское городище // Труды Исторического музея. — Вып. I. — М., 1926. — С. 107—124.
- Бронзовый век на территории СССР // Большая советская энциклопедия. — Т. 7. Больница — Буковина. — М., 1927. — Стб. 610—626.
- К итогам археологических трудов в СССР за 10 лет // Труды Научно-исследовательского института археологии и искусствознания. — Т. II. — М., 1927. — С. 5—11.
- К вопросу об установлении натурального масштаба времени по аллювиальным отложениям в долинах рек Окской системы // Труды Научно-исследовательского института археологии и искусствознания. — Т. II. — М., 1927. — С. 12—25.
- К вопросу о киммерийской культуре // Труды Научно-исследовательского института археологии и искусствознания. — Т. II. — М., 1927. — С. 46—60.
- Типологический метод в археологии. — Рязань, 1927.
- Отчет об археологических исследованиях в Каширском и Коломенском уездах // Труды этнографо-археологического музея. — М.: Изд-во Первого МГУ, 1928. — Т. IV: Быт. — С. 34—52.
- Результаты археологических исследований Троице-Пеленицкого городища-холмища в 1926 году. — Рязань, 1930.
- Предварительные сведения об исследовании Тимоновской палеолитической стоянки близ г. Брянска // Сообщения ГАИМК. — 1932. — № 11/12. — С. 55—57.
- The typological method in archaeology (англ.) // American Anthropologist. New series. — 1933. — Vol. 35, Iss. 1. — P. 95—102.
- Старшее Каширское городище // Известия ГАИМК. — Вып. 85. — М.—Л., 1933.
- Тимоновская палеолитическая стоянка. — М.—Л., 1935.
- К истории развития техники первобытных орудий // Советская этнография. — 1935. — № 2. — С. 63—85.
- Социально-экономический строй древних обитателей Тимоновской палеолитической стоянки // Советская этнография. — 1935. — № 3. — С. 3—13.
- О результатах археологических исследований Елизаветинского городища и могильника 1934 г. // Советская этнография. — 1935. — № 3. — С. 71—76.
- Раскопки Елизаветинского городища // Экспедиции Академии наук СССР 1935 года. — М.—Л., 1937. — С. 287—290.
- Ильская палеолитическая стоянка по раскопкам 1937 года // Бюллетень Комиссии по изучению четвертичного периода. — №. 6-7. — М.—Л.: Изд-во АН СССР, 1940. — С. 89—92.
- Станица Елизаветинская, 1936 г. // Археологические исследования в РСФСР 1934—1936 гг. — М.—Л.: Изд-во АН СССР, 1941. — С. 210—214.
- Раскопки «Частых курганов» близ Воронежа в 1927 г. // Советская археология. — Т. IX. — М.—Л.: Изд-во АН СССР, 1947. — С. 13—28.